# 2001 OT108
2001 OT108, também escrito como 2001 OT108, é um corpo celeste que está localizado no disco disperso, uma região do Sistema Solar. O mesmo possui uma magnitude absoluta de 9,2 e tem um diâmetro com cerca de 64 km.

## Descoberta
2001 OT108 foi descoberto no dia 25 de julho de 2001 pelo astrônomo B. Gladman.

## Órbita
A órbita de 2001 OT108 tem uma excentricidade de 0,516 e possui um semieixo maior de 66,951 UA. O seu periélio leva o mesmo a uma distância de 32,428 UA em relação ao Sol e seu afélio a 101 UA.